# Kate Hodge
Pour les articles homonymes, voir Hodge.
Kate Hodge, née le 2 janvier 1966 à Berkeley, est une actrice américaine vue principalement dans des séries télévisées.

## Biographie
Dans ses débuts, Kate Hodge s'est formée au ballet, mais dès ses seize ans, elle s'est découvert des capacités d'actrice et a étudié l'art dramatique à l'UCLA : elle y gagna une participation à l'école Marcel Marceau en France, où elle se perfectionna dans le mime.
Son premier gros rôle a été dans le troisième film de la saga Massacre à la tronçonneuse. Elle s'écarte dès qu'elle le peut de ce registre de l'horreur et obtient divers autres rôles. Elle a joué dans de nombreuses séries télévisées.

## Filmographie

### Cinéma
- 1986 : Super Christian II : Cindy
- 1990 : Massacre à la tronçonneuse 3 : Leatherface (The Texas Chainsaw Massacre 3) de Jeff Burr : Michelle
- 1992 : Rapid Fire : Karla Withers
- 1993 : Un subtil parfum de scandale (Desire) : Lauren Allen
- 1993 : Hidden 2 (The Hidden II) : Juliet Beck
- 1997 : Three Women of Pain : Mary Ann
- 2005 : I Will Avenge You, Lago! : Eve
- 2008 : Harold (en) : Dusty
- 2011 : Rules of Love : Michelle
- 2014 : Mount Joy
- 2014 : The Ones That Have Fallen : Lou
- 2015 : Completely Normal : Dr Hunter
- 2017 : Les Bums de plage (Beach Rats) : Donna
- 2022 : Curse of the Re-Animator : Julia
- 2022 : Headless Horseman : Moira
- 2023 : The Exorcists : Melody Bates
- 2024 : War of the Worlds: Extinction : Sybil

### Télévision
- 1989 : Nos plus belles années (thirtysomething série télévisée) : Hope à 17 ans (1 épisode : The Burning Bush
- 1990 : Les Contes de la crypte (Tales from the Crypt série télévisée) : Sally (1 épisode : Dead Right)
- 1990 - 1991 : She-Wolf of London : Randi Wallace (20 épisodes)
- 1991 : Love Kills (TV) : Jill Shanahan
- 1992 : Mann & Machine (1 épisode : The Dating Game)
- 1993 - 1994 : Les Dessous de Palm Beach (Silk Stalkings série télévisée) : Paige Hamilton / Taylor (7 épisodes)
- 1994 : Le Rebelle (Renegade série télévisée) : Lydia Quantro (1 épisode The Late Shift)
- 1994 - 1995 : Ellen (série télévisée) : Stephanie (3 épisodes)
- 1995 : The George Wendt Show (série télévisée) : Libby Schuster (1 épisode A Need for Seed)
- 1995 : Crowfoot (TV) : Rachel Stoltz
- 1995 : L'Homme de nulle part (Nowhere Man série télévisée) : Nancy/Angie (1 épisode The Spider Webb)
- 1995 : Xena, la guerrière (Xena: Warrior Princess série télévisée) : Celesta, déesse de la Mort (1 épisode Death in Chains)
- 1996 : American Pie (série télévisée)
- 1996 : The Louie Show (série télévisée) : Gretchen Lafayette (1 épisode Take Two Donuts and Call Me in the Morning)
- 1996 : The Lazarus Man (1 épisode The Wallpaper Prison)
- 1996 : Arabesque (Murder, She Wrote série télévisée) : Alana Kimball (1 épisode Race to Death)
- 1996 : Destination inconnue (Pandora's Clock TV) : Brenda Hopkins
- 1997 : Le Caméléon (The Pretender série télévisée) : Carol Bates (1 épisode Mirage)
- 1997 : The Sentinel (série télévisée) : Tanya (1 épisode Secret)
- 1997 : Players, les maîtres du jeu (Players série télévisée) : Gayle (1 épisode Contact Sport)
- 1997 : JAG (série télévisée) : Ens. Elizabeth 'Beth' Lane (1 épisode Defenseless)
- 1998 : The Tom Show (série télévisée) : Jill (1 épisode Tom vs. the PTA)
- 1998 : Working : Chris Grant (10 épisodes)
- 1998 : Love Therapy (Cupid série télévisée) (1 épisode A Truly Fractured Fairy Tale)
- 1998 : La croisière s'amuse, nouvelle vague (The Love Boat: The Next Wave) série télévisée) : Ginger (1 épisode Affairs to Remember)
- 1998 - 1999 : Un frère sur les bras (Brother's Keeper série télévisée) : Marilyn (4 épisodes)
- 1999 : Movie Stars (en) (série télévisée) : Robyn Winslow (1 épisode Third Time's a Charm)
- 1999 : Snoops (en) : Linda Jennings (2 épisodes)
- 2000 - 2001 : Unité 9 (Level 9 série télévisée) : Annie Price (11 épisodes)
- 2001 : Untitled Charles Randolph Project (TV)
- 2003 : 111 Gramercy Park (TV) : Mimi Philips
- 2003 : New York, unité spéciale : Carolyn Forbes (saison 5, épisode 6)
- 2004 : Summerland (série télévisée) : Traci (1 épisode The Grass Is Greener Than You Think)
- 2004 : NCIS : Enquêtes spéciales : Agent Jane Melankovic (saison 2, épisode 2)
- 2005 : Enough About Me (TV) : Paula Conine
- 2005 : I Will Avenge You, Iago! : Eve
- 2005 : Jonny Zéro : Sharon (1 épisode No Good Deed)
- 2007 : Boston Justice (Boston Legal série télévisée) : Kaye Kent (1 épisode Guise 'n Dolls)
- 2007 : New York, police judiciaire : avocate Prescott (saison 17, épisode 11)
- 2007 : New York, section criminelle : Paula Rush (saison 7, épisode 2)
- 2007 : As the World Turns (série télévisée) : Pam Dennison (1 épisode daté du 24 juillet 2007)
- 2009 : New York, police judiciaire : Serena Kensey (saison 20, épisode 10)
- 2010 : FBI: Duo très spécial : Juge Michelle Clark (saison 1, épisode 9)
- 2010 : Outlaw : Lois Vidalin (saison 1, épisode 5)
- 2011 : On ne vit qu'une fois : Ionia Masters (5 épisodes)
- 2011-2013 : In Between Men : Dr Nicole Shaw (3 épisodes)
- 2012 : Person of Interest : Nicola Petrosian (saison 1, épisode 17)
- 2012 : Blue Bloods : Theresa Keenan (saison 2, épisode 19)
- 2013 : Following : Sharon Cooper (saison 1, épisode 2)
- 2013 : The Good Wife : Lila Ashbaugh (saison 5, épisode 10)
- 2014 : Elementary : Karen Lutz (saison 3, épisode 1)
- 2015 : Sex & Drugs & Rock & Roll : Micki (saison 1, épisode 1)
- 2016 : Exiled Out East : Vicki Darrow (saison 1, épisode 1)
- 2016 : Chicago Police Department : Deborah Meyer (saison 3, épisode 20)
- 2017 : Spring Streets : Mrs. Davies (saison 1, épisode 1)
- 2019 : The Resident : Lynette Hughues (saison 3, épisode 9)
- 2022 : The Resonator : Julia (mini-série)